# Splatterhouse 3
Splatterhouse 3 è un videogioco pubblicato da Namco per la console Sega Mega Drive nel mese di marzo del 1993. Ultimo capitolo della trilogia, Splatterhouse 3 è stato uno dei primi giochi ad ottenere un “rating”, ovvero ad avere il bollino che sconsigliava il gioco a persone al di sotto di una determinata età. Insieme ai due precedenti capitoli. A differenza dei due predecessori, non è mai stato pubblicato in Europa.

## Trama
Sono passati cinque anni da quando Rick ha sconfitto per la seconda volta le forze delle tenebre con l'ausilio della Terror Mask, una maschera azteca dotata di un'autocoscienza e in grado di donare i poteri necessari per sconfiggere le forze maligne, ma che allo stesso tempo alimenta il lato oscuro di chi la indossa.
Deciso a lasciarsi i brutti ricordi alle spalle, Rick abbandona gli studi sulla maschera, sposa la sua fidanzata Jennifer dalla quale ha un bambino che chiama David e si butta nella finanza, diventando un economista di Wall Street. Grazie al suo nuovo lavoro, si compra una casa in Connecticut dove ricomincia la sua nuova vita.
Una notte, però, i suoi sogni vengono tormentati dalle immagini della Terror Mask e da strane voci e al suo risveglio non trova più né la moglie né il figlio. In casa ritrova invece la maschera che gli dice che i suoi cari sono stati rapiti dalle forze del male e che un'entità malefica, chiamata “The Evil One”, ha intenzione di utilizzare i poteri psichici latenti di suo figlio David per ripristinare i poteri della “Pietra Oscura”, manufatto in grado di portare le tenebre su tutta la terra. L'unico modo per poter permettere alla pietra manifestare i propri poteri è quello di utilizzare David durante un rituale nel corso di un'eclissi totale di luna.
Rick decide così di indossare ancora una volta la Terror Mask per poter distruggere una volta per tutte il male. 
La sua ricerca inizia al piano terra, dal quale sente le grida di Jennifer provenienti dal secondo piano. Dopo aver ucciso un mostro che si nutre di intestini umani che si trovava a guardia delle scale per salire, Rick riesce a trovare Jennifer che ha però al suo interno un verme che la sta divorando. La maschera dice a Rick che l'unico modo per salvarla è uccidere il Boreworm dominante. Rick lo trova e riesce ad ucciderlo e a salvare la moglie e a metterla al sicuro, ma la maschera gli dice di sbrigarsi a trovare David, sennò il rituale avrà inizio. 
A questo punto si dirige al terzo piano, nella stanza del figlio, dove il bambino è seduto in mezzo alla stanza. All'improvviso, David si trasforma in un demone che prende possesso di un orsacchiotto che si trasforma in una creatura informe, che Rick riesce a uccidere. La maschera dice a Rick che il figlio non è quello che era nella stanza perché “The Evil One” l'ha catturato e lo sta preparando per il rituale che si svolgerà alle porte dell'inferno.
L'unico modo per arrivarci, è passare per i sotterranei della casa, così Rick si reca li dove trova una creatura elettrica a guardia del figlio. Dopo una dura battaglia, padre e figlio si ricongiungono, ma la Terror Mask dice che, ormai, è troppo tardi perché il rituale è già stato concluso e la Pietra Oscura sta cominciando a manifestare i suoi poteri e l'unico modo per distruggerla è uccidere “The Evil One”. Rick riesce a trovarlo e lo distrugge, ma la maschera ne prende il possesso, rivelando così che uccidere “The Evil One” era l'unico modo per poterle permettere di manifestarsi e di regnare il mondo. Rick riesce però a sventare i suoi piani e la distrugge una volta per tutte, salvando così se stesso e la sua famiglia.

## Modalità di gioco
A differenza dei primi due capitoli, in Splatterhouse 3 è possibile muoversi anche in verticale nei livelli, così come i molti picchiaduro a scorrimento su Mega Drive. Anche in questa avventura, sono disponibili delle armi (come ad esempio mazze, coltelli machete, blocchi di cemento) con le quali è possibile uccidere più rapidamente e in modo più “spettacolare” i propri nemici.
Una volta terminata una zona del livello, è possibile consultare una mappa premendo il tasto della pausa, sulla quale sono annotate tutte le stanze presenti nel livello e una stanza contrassegnata da una croce, nella quale si trova il boss.
Altra novità rispetto ai capitoli precedenti è la barra della trasformazione, presente in basso a sinistra, che bisogna riempire con le sfere blu che si trovano per i livelli. Una volta riempita la barra, premendo il tasto apposito è possibile trasformare Rick. Con la trasformazione, la parte superiore del corpo si ingrossa ulteriormente distruggendo la camicia che Rick indossa e la maschera cambia aspetto, andando quasi a fondersi con il corpo di Rick. Grazie a questo potere, il personaggio è più potente e può sfoderare attacchi speciali, come degli spuntoni che fuoriescono dal torace e dalla schiena oppure una super presa con la quale Rick salta oltre lo schermo e cade al suolo facendo sbattere la testa del nemico. Quest'ultima mossa è letale con i nemici comuni, dato che li uccide sul colpo.
In questo capitolo, inoltre, il tempo gioca un ruolo fondamentale ai fini della trama: ad esempio, se nel secondo livello non si riesce ad arrivare al boss prima dello scadere dei minuti prefissati, Jennifer non si salverà ma diventerà un mostro. Variazioni del genere sono presenti in ogni capitolo e possono mostrare un diverso finale.

## Finali alternativi
I finali alternativi presenti nel gioco in totale sono quattro.
- Rick salva sia Jennifer che David e alla fine la maschera viene distrutta.
- Rick salva David, ma non riesce a salvare Jennifer e alla fine la maschera, seppur sconfitta, dice che la sua presenza non se ne andrà mai. Nella scena finale, David chiede al padre dove sia la madre, senza ricevere risposta.
- Rick salva Jennifer, ma non riesce a salvare David. La maschera, come nell'altro finale, dice che la sua presenza ci sarà sempre e nella scena finale Jennifer chiede dove sia David e quando vede che Rick non risponde esclama “No!”.
- Muoiono sia Jennifer che David. Alla fine Rick sconfigge la maschera, ma dice di essere rimasto completamente solo.